# Witkeeldikbekje
Het witkeeldikbekje (Sporophila albogularis) is een zangvogel uit de familie Thraupidae (tangaren).

## Verspreiding en leefgebied
Deze soort is endemisch in noordoostelijk Brazilië, met name in Piauí en Pernambuco tot noordelijk Bahia.